# Верякуши (Нижегородская область)
Веря́куши — село в Дивеевском районе Нижегородской области, административный центр Верякушского сельсовета.
Расположено в 27 км к северо-востоку от села Дивеева по левую сторону шоссе Арзамас — Дивеево. Соединяется шоссейными дорогами на северо-западе с шоссе Арзамас — Дивеево (1 км), на востоке с шоссе, ведущему к селу Ичалову (4 км), грунтовой дорогой на юге с деревней Дерновкой (5 км).
В селе есть маленький пруд. Со всех сторон село окружено небольшими лиственными перелесками.
Почвы в районе села сравнительно плодородны, относятся к категории лесостепных.

## История
Селение Верякуши образовалось в середине XVI века. До прихода русских (предположительно во второй половине XVI-го века) эту местность заселяла мордва, потом русские и мордва жили по соседству. Название поселения образовалось из мордовских слов, переиначенных на русский лад: «веря», «верь» — лес, «кужо» — поляна, «верякуши» — «лесная поляна» (возможен вариант с «вере» — «верхняя»).
В «Арзамасских поместных актах 1578—1618 гг.» в записи от 30 июля 1606 года село Верякуши упоминается как уже сложившийся населённый пункт. В селе была церковь во имя Николая Чудотворца.
К 1620 году в Верякушах было дворов крестьянских — 31, бобыльских — 31, церковных — 3. Пустовало семь дворовых мест. В 10 кельях при церкви проживали нищие.
К середине XIX века в Верякушах насчитывалось 49 крестьянских дворов и 428 жителей, 194 из которых мужского пола.
Согласно первой Всероссийской переписи населения (1897 год) в селе было 589 жителей, 276 из которых мужского пола.
Перед отменой крепостного права в 1861 году верякушские земли и крестьяне принадлежали пяти владельцам — Кикиным, Лихутиным, Приклонским, Макаровым, и Щербаковым. В крестьянский надел при раскрепощении перешло около 428 десятин земли. Новыми собственниками земли стали пять крестьянских обществ (по числу бывших владельцев), частные лица и церковь. Перед первой мировой войной частных землевладельцев было 8 человек.
До постройки в 1856 году первого каменного храма, церкви в Верякушах были деревянными. Новая церковь была трёхпрестольной, в честь Покрова Пресвятой Богородицы). Также в приход верякушской церкви входили деревни Курылово и Выползово. Прихожан числилось 1437 человек. При церкви к 1860 году действовало церковно-приходское училище.
В 1897 году в селе в собственном здании открылось Земское училище. Учащихся насчитывалось 37 человек, включая 12 первоклассников. Содержалось училище на проценты с капитала, пожертвованного человеком по фамилии Неверов. Распоряжалась капиталом Ардатовская уездная земская управа. При училище работала библиотека, где имелось 218 учебников и 110 книг для чтения. Также выписывалось 4 журнала: «Крестьянское хозяйство», «Школьное хозяйство», «Деревня», «Плодоводство».
Советская власть в Верякушах устанавливается в феврале 1918 года. Создаётся сельский Совет.
В первые годы советской власти в Верякушах организовывалось кошмовальное производство. В 1925 году под кошмовалку передали дом помещиков Кикиных, где в настоящее время располагается здание колхозной конторы, а рядом с ней — Барский сад (или «Кикин-сад»). В сентябре 1930 года кошмовальное производство и дом Кикиных сгорели. Пожаром был уничтожен также «весь порядок» — 14 крестьянских дворов.

## Экономика
В селе есть колхоз «Верякушский», занимающийся мясным и молочным животноводством. Под руководством Владимира Ивановича Лопаткина трудится коллектив из 140 человек.

## Памятники природы
В районе села произрастает Хохлатка Маршалла — редкое растение, занесенное в Красную книгу, для сохранения которого планируется организация особо охраняемых природных территорий:
1. Дубрава и Хохлов пруд у села Верякуши
2. Парк в селе Верякуши

## Известные уроженцы
- Неверов, Януарий Михайлович
- Кикин, Андрей Викторович — скульптор